# Chrysomela
Chrysomela е род бръмбари от семейство Листояди (Chrysomelidae).

## Разпространение
Представителите на този род се срещат почти в целия свят с изключение на Австралия. Родът съдържа 38 вида – 7 в Източна и Северна Европа, и най-малко още 17 вида от Северна Америка.

## Описание
Дължината на тялото на възрастните индивиди е около 5 – 13 мм. Тялото е по-скоро овално и по-рядко продълговато.

## Видове
- Chrysomela aeneicollis (Schaeffer, 1928)
- Chrysomela blaisdelli (Van Dyke, 1938)
- Chrysomela boleti Linnaeus, 1758
- Chrysomela cerasi Linnaeus, 1758
- Chrysomela collaris Linnæus, 1758
- Chrysomela confluens Rogers, 1856
- Chrysomela crotchi Brown, 1956
- Chrysomela cuprea Fabricius, 1775
- Chrysomela cupriceps Houttuyn, 1787
- Chrysomela duodecimguttata Thunberg, 1787
- Chrysomela elongata Suffrian, 1851
- Chrysomela falsa Brown, 1956
- Chrysomela flavicornis Suffrian, 1851
- Chrysomela flavipes Linnaeus, 1767
- Chrysomela interrupta Fabricius, 1801
- Chrysomela invicta Brown, 1956
- Chrysomela knabi Brown, 1956
- Chrysomela lapponica Linnæus, 1758
- Chrysomela laurentia Brown, 1956
- Chrysomela lineatopunctata Forster, 1771
- Chrysomela mainensis J. Bechyné, 1954
- Chrysomela merdigera Linnæus, 1758
- Chrysomela obscura Houttuyn, 1787
- Chrysomela oleracea Linnæus, 1758
- Chrysomela populi Linnaeus, 1758
- Chrysomela saliceti (Weise, 1884)
- Chrysomela schaefferi Brown, 1956
- Chrysomela scripta Fabricius, 1801
- Chrysomela semota Brown, 1956
- Chrysomela sericea Linnaeus, 1758
- Chrysomela sonorae Brown, 1956
- Chrysomela tanaceti Linnaeus, 1758
- Chrysomela texana (Schaeffer, 1920)
- Chrysomela tibialis Duftschmid, 1825
- Chrysomela tremula Fabricius, 1787
- Chrysomela vigintipunctata Scopoli, 1763
- Chrysomela viridiaenea Houttuyn, 1787
- Chrysomela walshi Brown, 1956